# Дравоград (футбольный клуб)
«Дравоград» — словенский футбольный клуб, представляющий город Дравоград. Сейчас команда играет в одной из Региональных лиг, находящейся на 4-м уровне в системе футбольных лиг Словении. Клуб выступал и в главной лиге Словении — Прве лиге, последний раз клуб играл в ней в сезоне 2003/04. Из-за спонсорских соглашений сейчас команда выступает под названием Корошка Дравоград.

## Достижения
- Вторая лига Словении по футболу:

Победитель (2): 1998/99, 2001/02
2-е место (1): 1991/92
- Третья лига Словении по футболу:

Победитель (1): 1995/96
2-е место (2): 1994/95, 2008/09
- Кубок Словении:

Финалист (1): 2003/04

## Известные футболисты
- Давид Кашник
- Роберт Корен[4]
- en:Матиц Котник
- Нейц Печник[4]
- Марко Шулер[4]